# ادواردو مینیونیا
ادواردو مینیونیا (اسپانیایی: Eduardo Mignogna‎؛ ‏ ۱۷ اوت ۱۹۴۰ – ۶ اکتبر ۲۰۰۶) کارگردان فیلم، فیلم‌نامه‌نویس و شاعر اهل آرژانتین بود.
از فیلم‌هایی که وی در آن‌ها نقش داشته‌است، می‌توان به فرار، فانوس دریایی، کلئوپاترا و سیگنال اشاره نمود.